# Meet Me Halfway
"Meet Me Halfway" (em português:  Me Encontre No Meio Do Caminho) é uma canção do grupo estadunidense de hip hop Black Eyed Peas. A canção foi lançada como o terceiro e último single promocional do seu quinto álbum de estúdio The E.N.D. antes de seu lançamento, embora fosse lançado mais tarde como o terceiro single oficial do álbum. "Meet Me Halfway" alcançou a primeira posição no Reino Unido em 15 de novembro de 2009 e também alcançou a primeira posição na Austrália e no Eurochart Hot 100 Singles, tornando-se o terceiro single do álbum "The E.N.D." a alcançar a posição máxima nestes rankings musicais. A canção também foi listada como a décima canção mais vendida no Reino Unido em 2009.

## Pano de fundo
A canção foi lançada como um single promocional, como parte para a "Contagem regressiva para o "The E.N.D." (Countdown to The E.N.D.), onde três faixas do álbum eram lançadas, uma a cada semana, até o lançamento do álbum. "Meet Me Halfway" foi o último single promocional desta série, e os dois primeiros foram "Imma Be" e "Alive".
A canção foi massivamente executada nas rádios da Austrália e do Canadá antes mesmo de ser lançado como o terceiro single oficial do álbum.
Fergie disse ao jornal britânico Daily Mail que quando ela estava gravando seus vocais para a canção, "foi transportada para 1985, quando tinha 10 anos de idade, e viu a primeira performance de Madonna de sua primeira turnê, "The Virgin Tour". Ela incorporou a personalidade de Madonna devido a sua adminiração pela cantora."

## Crítica
A canção recebeu críticas especializadas razoavelmente positivas. A Entertainment Weekly escreveu: "Quando as batidas de funk e glitch sincronizarem com as melodias femininas de Fergie, como vista na doce canção "Meet Me Halfway", eles acharão o puro nirvana Top 40." A revista Prefix também deu a música uma crítica positiva, afirmando que "Meet Me Halfway é notável principalmente por ser melhor do que uma simples 'nova balada wavey' do grupo tem o direito de ser.
A Billboard escreveu: Fergie alonga cada nota para um vocal sensual e oferece um bom complemento para o co-produtor will.i.am, que lida com a maioria das rimas na guitarra ao estilo funk, palmas e pulsos distorcidos. Com esta faixa já subindo no Hot 100, os Peas estão provando que seu sucesso nas paradas está longe de terminar. Bill Lamb, do About.com, declarou que "Fergie tem claramente o vocal principal aqui. Ela nunca vai espantar alguém com uma voz bombástica ou um com uma voz do outro mundo. No entanto, ela quase faz uma voz de choro, que faz com que quase qualquer de suas performances se encharque de emoção. "Meet Me Halfway" não é exceção. Com o foco claramente sobre Fergie, isso poderia de alguma forma ser visto como um trabalho solo. No entanto, o estilo da canção se encaixa melhor no contexto do álbum "The E.N.D" ao invés do álbum "The Dutchess", primeiro álbum solo de Fergie.

## Videoclipe
O clipe foi dirigido por Mathew Cullen e Mark Kudsi (diretores do videoclipe de "Boom Boom Pow"). Segundo o will.i.am, "Este é um vídeoclipe muito diferente (...) 'Boom Boom Pow' era muito futuristico e 'I Gotta Feeling' tinha um espirito festivo, mas este é um vídeoclipe muito artistico."
O videoclipe estreou no dia 13 de Outubro de 2009 no iTunes e destaca os membros do grupo em diferentes partes do Sistema Solar.
O videoclipe começa numa rodovia no meio de um deserto e posteriormente foca num céu cósmico, que muda para ascenas de cada um dos membros cantando em diferentes locais do espaço. Fergie está numa floresta verde e vistosa. Apl.de.ap flutua num planeta desértico em roupas nômades. Will.i.am anda a elefante numa das luas de Júpiter e Taboo está perto do Sol em uma roupa de astronauta. Apl.de.ap toma para sim um mapa e will.i.am usa um radar para encontrar um caminho para os seus companheiros. Após um momento, will.i.am encontra um marco que revela-se portais para cada um dos membros, que atravessam estes portais estelares e tornam-se estrelas cadentes e aterrizam num planeta, que é presumivelmente a Terra, com a rodovia no meio do deserto. Diferentemente dos dois videoclipes anteriores, o videoclipe de "Meet Me Halfway" não termina com a frase "The E.N.D.".

## Desempenho nas paradas musicais
"Meet Me Halfway" estreou na 75ª posição na Billboard Hot 100 na semana de 3 de outubro de 2009 e alcançou a sétima posição na sua sexta semana na parada, tornando-se o terceiro single consecutivo dos Black Eyed Peas a ficar entre as dez melhores e torna o álbum The E.N.D. o primeiro álbum do grupo a ter três canções nas primeiras dez posições no ranking americano. A canção alcançou a primeira posição na Austrália e no Reino Unido, tornando-se o terceiro single consecutivo do grupo a fazer tal feito em ambos os países. "Meet Me Halfway" também atingiu a posição máxima na Alemanha, tornando-se o terceiro single da carreira dos Peas a alcançar este feito, depois de "Where Is The Love?" e "Shut Up".
| Parada musical (2009)                   | Melhor posição |
| --------------------------------------- | -------------- |
| Austrália - ARIA Charts                 | 1              |
| Brasil Hot 100 Singles & Tracks         | 2              |
| Brasil Billboard Brasil Hot 100 Airplay | 71             |
| Brasil - Top Request: Jovem Pan         | 1              |
| Estados Unidos - Billboard Hot 100      | 7              |
| Estados Unidos - Billboard Pop Songs    | 3              |
| Europa - Eurochart Hot 100 Singles      | 1              |
| Áustria - Parada de Singles             | 4              |
| França - Parada de Singles              | 3              |
| Bélgica - Parada de Singles (Flanders)  | 1              |
| Bélgica - Parada de Singles (Wallonia)  | 1              |
| Canadá - Canadian Hot 100               | 5              |
| Dinamarca - Parada de Singles           | 9              |
| Espanha - Parada de Singles             | 3              |
| Finlândia - Parada de Singles           | 20             |
| Países Baixos - Parada de Singles       | 5              |
| Itália - Parada de Singles              | 2              |
| Noruega - Parada de Singles             | 13             |
| Nova Zelândia - Parada de Singles       | 3              |
| Reino Unido Para de Singles             | 1              |
| Suécia - Parada de Singles              | 13             |
| Suíça - Parada de Singles               | 3              |
| Global Track Chart                      | 2              |